# International Visitor Leadership Program

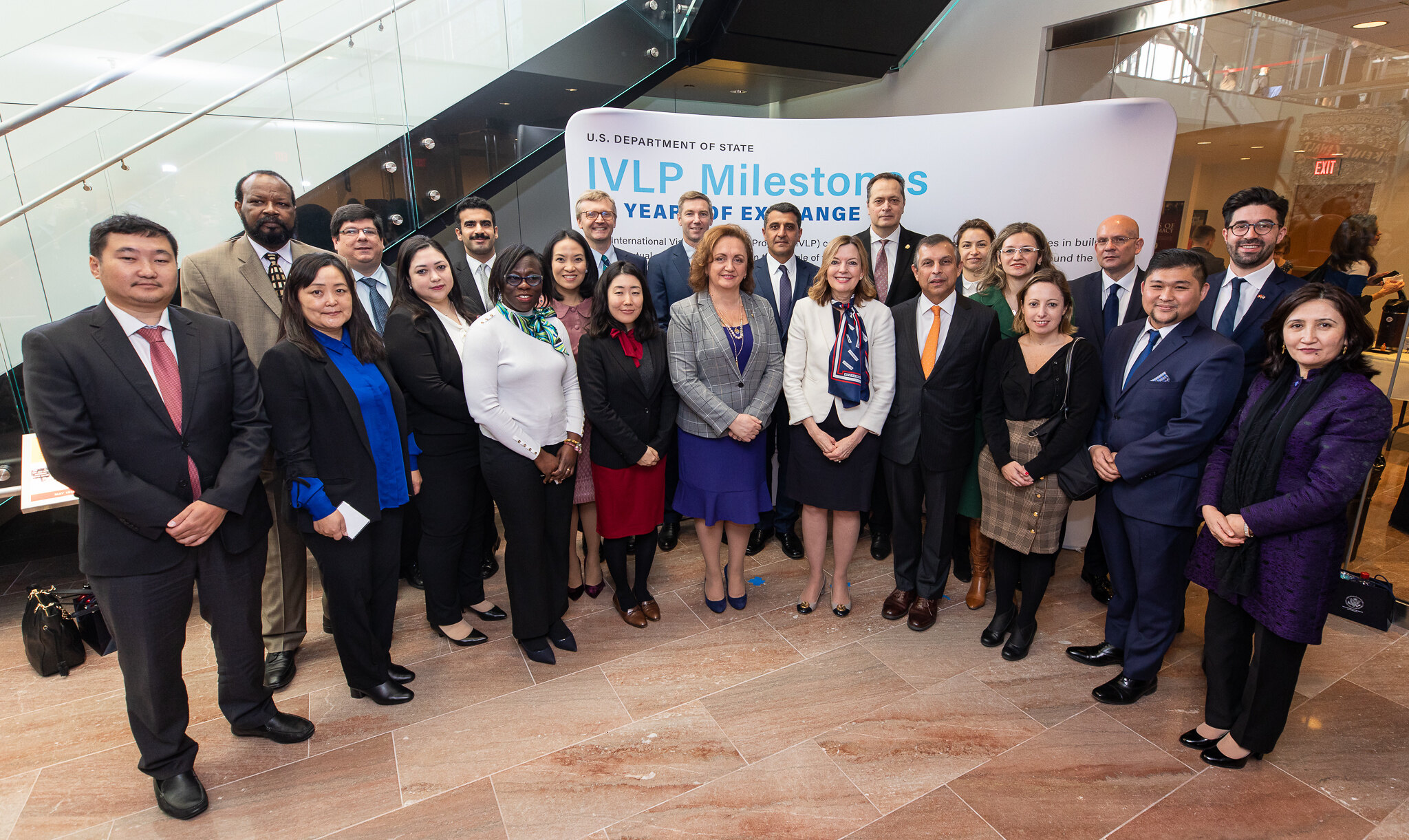
Oslavy 80. výročí začaly 16. ledna 2020 zahajovací akcí v Národním muzeu americké diplomacie, která zdůraznila, jak ministerstvo zahraničí prosazuje zahraniční politiku prostřednictvím IVLP. Dva absolventi programu, albánská velvyslankyně Floreta Faber a velvyslanec Ashok Kumar Mirpuri ze Singapuru, uvedli, jak jejich zkušenosti s IVLP nadále pozitivně ovlivňují jejich dnešní diplomatickou práci.

International Visitor Leadership Program (IVLP) je profesní výměnný program financovaný Odborem pro vzdělávání a kulturu Ministerstva zahraničních věcí Spojených států amerických. Úkolem IVLP je nabídnout současným a nově se formujícím mezinárodním lídrům příležitost zažít pestrost a rozdílnost amerického politického, ekonomického, sociálního a kulturního života prostřednictvím pečlivě navržených výměn, které reflektují profesní zájmy účastníků a veřejné cíle diplomacie vlády Spojených států.
Každoročně tato výměna přivádí do Spojených států až na 5000 nových profesních lídrů z celého světa prostřednictvím programu trvajícím až tři týdny. Do programu nominují pouze zaměstnanci amerických ambasád.

## Historie
V roce 1940 Nelson Rockefeller byl jmenován Koordinátorem pro obchodní a kulturní záležitost pro Americké republiky. Inicioval program výměny osob s Latinskou Amerikou pozváním 130 latinskoamerických novinářů do Spojených států coby první výměna předcházející IVLP. V roce 1948 poslanec Karl E. Mundt a senátor H. Alexander Smith zavedli informační a vzdělávací výměnný výnos (Informational and Educational Exchange Act), též známy jako Smith-Mundt výnos (Smith-Mundt Act), který byl zaslán do 80. amerického kongresu a schválen prezidentem Harry S. Trumanem. V době, kdy u Američanů rostly stále se zvětšující obavy ze sovětské propagandy, bylo cílem Smith-Mundt výnosu "propagovat lepší pochopení Spojených států v ostatních zemích a zvýšit vzájemné pochopení mezi občany Spojených států a občany ostatních zemí" prostřednictvím vzdělávacích a kulturních výměn. Z této legislativy se zrodil Foreign Leaders Program, který byl nakonec v roce 1952 konsolidován do International Visitor Program (IVP). V roce 2004 bylo IVP přejmenováno na International Visitor Leadership Program (IVLP).

## Cíle
Cílem IVLP je:
1. rozvíjet trvalé vztahy mezi stávajícími a nově se rodícími profesionály z celého světa a jejich americkými protějšky
2. poskytovat příležitosti pro zahraniční autority získat vlastní zkušeností povědomí o americké společnosti, kultuře a politice